# Ádánd
Ádánd je velká vesnice v Maďarsku v župě Somogy, spadající pod okres Siófok. Nachází se asi 8 km jihovýchodně od Siófoku. V roce 2015 zde žilo 2 125 obyvatel, z nichž jsou 89,3 % Maďaři, 2,4 % Romové a 0,9 % Němci.
V blízkosti Ádándu prochází řeka Sió, Ádándem potok Kis-Koppány. Sousedními vesnicemi jsou Ságvár a Siójut.